# Carlo Innocenzi
Carlo Innocenzi (Monteleone di Spoleto, 29 aprile 1899 – Roma, 24 marzo 1962) è stato un musicista e compositore italiano.

## Biografia
Si trasferì a Roma, dove ricoprì l'incarico di funzionario presso il Ministero dei trasporti, per diplomarsi in violino seguendo i corsi di Remy Principe, poi studiò composizione sotto la guida di Dobici e Palombi.
Esperto pittore e illustratore iniziò a realizzare le copertine di spartiti musicali delle canzoni dell'epoca, per poi passare comporre le musiche di canzoni in collaborazione con vari parolieri, il primo successo fu Ce soir je veux t'aimer, seguito da Fior di Manilla, Serenata a Cichita, e Ritorno. Nei primi anni '30 si dedicò alla composizione di musiche e canzoni per il cinematografo. 
Autore di oltre 150 colonne sonore, a lui si devono popolari canzoni come Fontana chiara, Per non lasciarti più, Addio sogni di gloria e la celebre Mille lire al mese.
Era sposato con Sonia Pearlswig, che con lo pseudonimo di Marcella Rivi compose i testi di numerose canzoni tra cui Io t'ho incontrata a Napoli nel 1945 e Addio sogni di gloria.

## Colonne sonore
- Quando eravamo muti, regia di Riccardo Cassano (1933)
- La prima donna che passa, regia di Max Neufeld (1940)
- Il sogno di tutti, regia di Oreste Biancoli (1941)
- Il vagabondo, regia di Oreste Biancoli e Carlo Borghesio (1941)
- Luce nelle tenebre, regia di Mario Mattoli (1941)
- Turbamento, regia di Guido Brignone (1941)
- Catene invisibili, regia di Mario Mattoli (1942)
- Due cuori, regia di Carlo Borghesio (1943)
- Un uomo ritorna, regia di Max Neufeld (1946)
- La monaca di Monza, regia di Raffaello Pacini (1947)
- Antonio di Padova, regia di Pietro Francisci (1947)
- Benvenuto reverendo!, regia di Aldo Fabrizi (1949)
- Canzone di primavera, regia di Mario Costa (1950)
- Auguri e figli maschi!, regia di Giorgio Simonelli (1951)
- Una bruna indiavolata, regia di Carlo Ludovico Bragaglia (1951)
- La famiglia Passaguai, regia di Aldo Fabrizi (1951)
- La famiglia Passaguai fa fortuna, regia di Aldo Fabrizi (1951)
- Gli innocenti pagano, regia di Luigi Capuano (1951)
- Il tradimento, regia di Riccardo Freda (1951)
- Agenzia matrimoniale, regia di Giorgio Pàstina (1952)
- Cento piccole mamme, regia di Giulio Morelli (1952)
- Art. 519 codice penale, regia di Leonardo Cortese (1952)
- Sul ponte dei sospiri, regia di Antonio Leonviola (1952)
- La peccatrice dell'isola, regia di Sergio Corbucci (1952)
- Papà diventa mamma, regia di Aldo Fabrizi (1952)
- Prigionieri delle tenebre, regia di Enrico Bomba (1952)
- Le ragazze di piazza di Spagna, regia di Luciano Emmer (1952)
- Salvate mia figlia, regia di Sergio Corbucci (1952)
- Una di quelle, regia di Aldo Fabrizi (1952)
- Vedi Napoli e poi muori, regia di Riccardo Freda (1952)
- Amanti del passato, regia di Adelchi Bianchi (1953)
- Cuore di spia, regia di Renato Borraccetti (1953)
- Infame accusa, regia di Giuseppe Vari (1953)
- Il mostro dell'isola, regia di Roberto Bianchi Montero (1953)
- La mia vita è tua, regia di Giuseppe Masini (1953)
- Terza liceo, regia di Luciano Emmer (1953)
- Una madre ritorna, regia di Roberto Bianchi Montero (1953)
- 50 anni di emozioni, regia di Ignazio Ferronetti (1953)
- Accadde al commissariato, regia di Giorgio Simonelli (1954)
- Di qua, di là del Piave, regia di Guido Leoni (1954)
- Camilla, regia di Luciano Emmer (1954)
- Canzone d'amore, regia di Giorgio Simonelli (1954)
- Desiderio 'e sole, regia di Giorgio Pàstina (1954)
- Due lacrime, regia di Giuseppe Vari (1954)
- Il barcaiolo di Amalfi, regia di Mino Roli (1954)
- Piscatore 'e Pusilleco, regia di Giorgio Capitani (1954)
- Il vetturale del Moncenisio, regia di Guido Brignone (1954)
- Lacrime d'amore, regia di Pino Mercanti (1954)
- Le signorine dello 04, regia di Gianni Franciolini (1954)
- Mamma, perdonami!, regia di Giuseppe Vari (1954)
- Nessuno ha tradito, regia di Roberto Bianchi Montero (1954)
- Questa è la vita, regia di Giorgio Pàstina, Aldo Fabrizi (1954)
- Il seduttore, regia di Franco Rossi (1954)
- Violenza sul lago, regia di Leonardo Cortese (1954)
- Buonanotte... avvocato!, regia di Giorgio Bianchi (1955)
- I pinguini ci guardano, regia di Guido Leoni (1955)
- Il campanile d'oro, regia di Giorgio Simonelli (1955)
- Il porto della speranza, regia di Enzo Liberti (1955)
- Il principe dalla maschera rossa, regia di Leopoldo Savona (1955)
- La moglie è uguale per tutti, regia di Giorgio Simonelli (1955)
- La ragazza di Via Veneto, regia di Marino Girolami (1955)
- Lacrime di sposa, regia di Sante Chimirri (1955)
- I pappagalli, regia di Bruno Paolinelli (1955)
- Suonno d'ammore, regia di Sergio Corbucci (1955)
- Vendicata!, regia di Giuseppe Vari (1955)
- Arriva la zia d'America, regia di Roberto Bianchi Montero (1956)
- Cantando sotto le stelle, regia di Marino Girolami (1956)
- I colpevoli, regia di Turi Vasile (1956)
- Il cavaliere dalla spada nera, regia di Ladislao Kish (1956)
- L'ultima notte d'amore, regia di César Ardavin (1956)
- Mamma sconosciuta, regia di Carlo Campogalliani (1956)
- Il mondo sarà nostro (El expreso de Andalucía), regia di Francisco Rovira Beleta (1956)
- Scapricciatiello, regia di Luigi Capuano (1956)
- Suor Maria, regia di Luigi Capuano (1956)
- Suprema confessione, regia di Sergio Corbucci (1956)
- Addio sogni di gloria, regia di Giuseppe Vari (1957)
- Arrivano i dollari!, regia di Mario Costa (1957)
- Gente felice, regia di Mino Loy (1957)
- Gli harem sono deserti, regia di Antonio Colacurci (1957)
- Il ricatto di un padre, regia di Giuseppe Vari (1957)
- La canzone del destino, regia di Marino Girolami (1957)
- Le belle dell'aria, regia di Mario Costa e Eduardo Manzanos Brochero (1957)
- L'isola di smeraldo, regia di Ermanno Lavino (1957)
- Totò, Vittorio e la dottoressa, regia di Camillo Mastrocinque (1957)
- Vivendo cantando... che male ti fò?, regia di Marino Girolami (1957)
- Amore e guai..., regia di Angelo Dorigo (1958)
- Capitan Fuoco, regia di Carlo Campogalliani (1958)
- Gagliardi e pupe, regia di Roberto Bianchi Montero (1958)
- Giovane canaglia, regia di Giuseppe Vari (1958)
- Il maestro..., regia di Aldo Fabrizi (1958)
- Il marito, regia di Nanni Loy, Gianni Puccini (1958)
- La zia d'America va a sciare, regia di Roberto Bianchi Montero (1958)
- L'ultima canzone, regia di Pino Mercanti (1958)
- Mia nonna poliziotto, regia di Steno (1958)
- Un amore senza fine, regia di Mario Terribile (1958)
- Valentino, regia di Anton Giulio Borghesi (1958)
- Via col... paravento, regia di Mario Costa (1958)
- La cambiale, regia di Camillo Mastrocinque (1959)
- Le cameriere, regia di Carlo Ludovico Bragaglia (1959)
- Un canto nel deserto, regia di Marino Girolami (1959)
- I Reali di Francia, regia di Mario Costa (1959)
- Il terrore dei barbari, regia di Carlo Campogalliani (1959)
- I ladri, regia di Lucio Fulci (1959)
- Pensione Edelweiss, regia di Ottorino Bertolini (1959)
- Sergente d'ispezione, regia di Roberto Savarese (1959)
- Simpatico mascalzone, regia di Mario Amendola (1959)
- Spavaldi e innamorati, regia di Giuseppe Vari (1959)
- Il terrore della maschera rossa, regia di Luigi Capuano (1959)
- Gli amori di Ercole, regia di Carlo Ludovico Bragaglia (1960)
- Cavalcata selvaggia, regia di Piero Pierotti (1960)
- La rivolta dei mercenari, regia di Piero Costa (1960)
- La tragica notte di Assisi, regia di Raffaello Pacini (1960)
- Maciste nella Valle dei Re, regia di Carlo Campogalliani (1960)
- Meravigliosa, regia di Siro Marcellini (1960)
- Il mulino delle donne di pietra, regia di Giorgio Ferroni (1960)
- David e Golia, regia di Ferdinando Baldi e Richard Pottier (1960)
- Le sette sfide, regia di Primo Zeglio (1961)
- Goliath contro i giganti, regia di Guido Malatesta (1961)
- Sansone, regia di Gianfranco Parolini (1961)
- Il trionfo di Maciste, regia di Tanio Boccia (1961)
- La vendetta della maschera di ferro, regia di Francesco De Feo (1961)
- La vendetta di Ursus, regia di Luigi Capuano (1961)
- Lettera dal Venezuela, regia di Renzo Russo (1961)
- Maciste alla corte del Gran Khan, regia di Riccardo Freda (1961)
- Maciste nella terra dei ciclopi, regia di Antonio Leonviola (1961)
- Le sette sfide, regia di Primo Zeglio (1961)
- Spade senza bandiera, regia di Carlo Veo (1961)
- Giulio Cesare contro i pirati, regia di Sergio Grieco (1962)
- Il conquistatore di Corinto, regia di Mario Costa (1962)
- La furia di Ercole, regia di Gianfranco Parolini (1962)
- Tropico di notte, regia di Renzo Russo (1965)
- Le eccitanti guerre di Adeline (À la guerre comme à la guerre), regia di Bernard Borderie (1972)